# VE Stabroek
Vrij Eendracht Stabroek was een Belgische voetbalclub uit Stabroek aangesloten bij de KBVB met stamnummer 9366.

## Geschiedenis
Voor 2000 speelde de ploeg als Van Eyckboys in het Arbeidersverbond. Toen maakte men echter de stap naar de Belgische Voetbalbond. De clubnaam werd Vrij Eendracht Stabroek, en men kreeg 9366 als stamnummer. De club ging van start in Vierde Provinciale, de laagste provinciale reeks. VE Stabroek trad er aan in dezelfde reeks van dorpsgenoot KFC Vitesse Stabroek.
VE Stabroek speelde meestal in de staart van Vierde Provinciale, al promoveerde het even naar Derde Provinciale.

Na het seizoen 2013/14 gooide VE Stabroek de handdoek in de ring.